# Долно Количани
Долно Количани или Долно Куличани (на македонска литературна норма: Долно Количани; на албански: Koliçani i Poshtëm) е село в община Студеничани на Северна Македония.

## География
Селото се намира в областта Торбешия.

## История
В XIX век Долно Количани е помашко село в Скопска каза на Османската империя. Според статистиката на Васил Кънчов от 1900 година Долно Куличани е населявано от 720 българи мохамедани.
След Междусъюзническата война в 1913 година селото попада в Сърбия.
На етническата си карта от 1927 година Леонард Шулце Йена показва Долно Количане (Dl.-Količane) като албанско село.
Според преброяването от 2002 година Долно Количани има 1510 жители – 1507 турци, 1 албанец, 1 северномакедонец и 1 друг.